# Cis cognatissimus
Cis cognatissimus är en skalbaggsart som beskrevs av Perkins 1900. Cis cognatissimus ingår i släktet Cis och familjen trädsvampborrare. Inga underarter finns listade i Catalogue of Life.